# 戦友 (1963年のテレビドラマ)
『戦友』（せんゆう）は、1963年10月1日から1964年3月31日まで、NETテレビ（現・テレビ朝日）系列にて放映されたテレビドラマ。

## 概要・ストーリー
「人は　軍人と軍隊と軍国主義を混同しがちであるが　ここに描かれる物語は　明日知れぬ命を温め合った　戦友―――――　と云う名の人間群像の　愛と哀しみの詩（うた）である」（オープニングナレーションより）
太平洋戦争中、1944年頃の中国戦線を行く陸軍歩兵・滝原分隊を中心に、その戦いと活躍、そして戦場の中に生きる愛、勇気、絆などを物語の中に描く。
戦場シーンの撮影のため、静岡県御殿場市、神戸市有馬に計300坪のオープンセットを設けて臨んだ。

## 放映データ
- 放映期間：1964年6月16日〜1964年11月17日
- 放映曜日・放映時間帯：毎週火曜日20時〜20時56分
- 放映話数：全21話
- 放映形式：モノクロ16mmフィルム

### スタッフ
- 原作：川内康範
- 企画：佐藤正道
- 脚本：川内康範、田中美樹、大和久守正、津田幸夫、岡本克己 他
- 監督：関川秀雄、島津昇一、松島稔、渡辺成男 他
- 助監督：吉川一義 他
- 進行：山本剛正
- 音楽：西山登、愛場俊彦
- 音楽効果：スクリーン・ミュージック
- 制作：NET、東映テレビプロ

### 主題歌
- オープニングテーマ：『戦友』（作詞：真下飛泉、作曲：三善和気）

## キャスト
- 生井健夫（滝原軍曹）
- 高木均（中村兵長）
- 松崎慎二郎（川上一等兵）
- 滝島孝二（野村一等兵）
- 池田紀生（藤村一等兵）
- 杉幸彦（青木一等兵）
- 早木史朗（赤木上等兵）
- 沼田曜一（浜一等兵）
- 伊沢一郎（小林少尉）
- 服部哲治（村岡少尉）
- 岩城力也（三船上等兵）
- 大塚国夫（加賀二等兵）
- 伊豆肇（伊沢従軍記者）
- 伊達正三郎
- 伊吹新
- 住矢吉一
他
- ナレーター：芥川隆行

## 放映リスト
| 回数 | 放送日        | サブタイトル   | 脚本       | 監督     | ゲスト                                                        |
| ---- | ------------- | -------------- | ---------- | -------- | ------------------------------------------------------------- |
| 1    | 1963年10月1日 | 砲弾とおけさ節 | 川内康範   | 関川秀雄 | 世志凡太、佐々木孝丸、斉藤邦夫、堀勝之祐、波木井健二          |
| 2    | 10月8日       | 曠野の合掌     | 川内康範   | 関川秀雄 | 西本雄司                                                      |
| 3    | 10月15日      | 生と死の谷間   | 田中美樹   | 関川秀雄 | 山田周平                                                      |
| 4    | 10月22日      | 夜霧の流星     |            |          | 中山昭二、陳恵珠                                              |
| 5    | 10月29日      | 敵中横断       | 田中美樹   | 島津昇一 | 林沖、鮎川浩                                                  |
| 6    | 11月5日       | 涙の日章旗     |            |          | 芥川隆行                                                      |
| 7    | 11月12日      | 最前線の掟     | 田中美樹   |          | 守屋俊男                                                      |
| 8    | 11月19日      | 遥かな愛の灯   |            |          |                                                               |
| 9    | 11月26日      | 真紅の賛美歌   |            |          | 北山達也                                                      |
| 10   | 12月3日       | 何日君再来     |            | 松島稔   | 仲曽根一、左京未知子                                          |
| 11   | 12月10日      | 流転の山河     |            |          | 玉川良一、水上竜子、小笠原弘子                                |
| 12   | 12月17日      | 散兵線の花     |            |          | 玉川良一、阿部六郎、久野四郎                                  |
| 13   | 12月24日      | さらば砦よ     | 田中美樹   |          | 高城丈二、菅沼正                                              |
| 14   | 12月31日      | 分遣隊出撃す   |            |          | 飯島秀郎、古賀浩二、牧しのぶ                                  |
| 15   | 1964年1月7日  | 母と兵隊       | 大和久守正 |          | 石橋蓮司、糸井光弥、中村容子、飯田覚三                        |
| 16   | 1月14日       | 嵐の中の若い顔 | 大和久守正 |          | 飯島秀郎、糸井光弥、中村容子、 石橋蓮司、磯村千花子、小倉雄三 |
| 17   | 1月21日       | 望郷の歌       | 大和久守正 |          | 松川裕子、竹山逸郎、都健二、美舟洋子                          |
| 18   | 1月28日       | 悲しき再会     |            |          | 光岡早苗、柴田智夫                                            |
| 19   | 2月4日        | 脱走の十字路   |            |          |                                                               |
| 20   | 2月11日       | 飛行場爆破計画 | 津田幸夫   | 渡辺成男 | 小笠原章二郎、新井茂子、三原浩                                |
| 21   | 2月18日       | 地の果ての恋   |            |          | 巽秀太郎、新井茂子                                            |
| 22   | 2月25日       | 前戦の母情     | 岡本克己   |          | 田部誠二、簡野典子、岡野耕作                                  |
| 23   | 3月3日        | 突撃命令       | 大和久守正 |          | 沖竜太、田部誠二                                              |
| 24   | 3月10日       | 肉弾特攻       | 津田幸夫   |          | 小川純                                                        |
| 25   | 3月17日       | 落日           | 大和久守正 |          | 田中康郎、西本雄司、峰阿矢、七瀬真紀                          |
| 26   | 3月24日       | 黄塵の彼方へ   |            |          | 筈見純、湊俊一、堺新太郎、吉田裕一、石垣守一                  |
| 27   | 3月31日       | 最前線の掟     |            |          | （第7話の再放送）                                             |